# Туменбай
Туменба́й (каз. Түменбай) — село у складі Кегенського району Алматинської області Казахстану. Входить до складу Кегенського сільського округу.
У радянські часи село називалось Октябр.
Населення — 281 особа (2021; 418 у 2009, 460 у 1999, 721 особа у 1989).